# 桑德巴尔
桑德巴尔（高棉語： Santebal），高棉语意思是“和平守卫者”，是柬埔寨红色高棉的秘密警察部队。
桑德巴尔一词是“santisuk”和“norkorbal”两个词的组合，“santisuk”意为“安全”，“norkorbal”意为“警察”。桑德巴尔是负责内政安全的组织，运营着如吐斯廉（S-21）这类的监狱。1975年4月17日红色高棉夺取政权前是红色高棉的一部分。

## 历史
早在1971年，红色高棉在温威、宋成的指导下，在金边以外建立特区。宋成后来担任民主柬埔寨副总理兼国防部长，同时负责桑德巴尔，以此身份任命“杜同志”（康克由）管理其安全机构。大多数桑特巴尔的副手，例如“赞同志”（曼奈）和“本同志”（Tang Sin Hean）都来自康克由的家乡磅同省。
1975年红色高棉夺取政权时，杜将其总部搬迁至金边，并直接向宋成报告。当时，首都的一个小教堂被用来监禁政权的囚犯，总人数不到两百人。1976年5月，杜将他的总部搬迁到最后的位置，即名为吐斯廉的前高中，这里最多可以容纳1500名囚犯。吐斯廉是红色高棉总部最主要的清洗场所，数千名囚犯受到酷刑并杀害。1976年至1978年期间，20000名柬埔寨人被关押在吐斯廉，但只有七名成年人幸免于难。然而吐斯廉只是这个国家至少150个处刑场所中的一个。